# Tiro con cañón en los Juegos Olímpicos de París 1900
El tiro con cañón fue una disciplina deportiva que formó parte del programa de los Juegos Olímpicos de París 1900, desarrollados en el marco de la Exposición Universal celebrada en París. Aunque en su momento no se hizo ninguna distinción entre los diferentes deportes disputados durante estos Juegos, el Comité Olímpico Internacional no considera el tiro con cañón un deporte olímpico oficial.

## Organización
Las pruebas de tiro se desarrollaron en el Polígono de artillería de Vincennes en colaboración con la Société de tir au canon de Paris. Formaban parte de la Sección IV, que recoge los eventos de tiro de las competiciones deportivas de la Exposición Universal de 1900. El subcomité de artillería recibió un presupuesto muy inferior al solicitado por el Comité general de tiro, por lo que tuvieron que reducir significativamente la duración y el alcance de las pruebas.

## Desarrollo

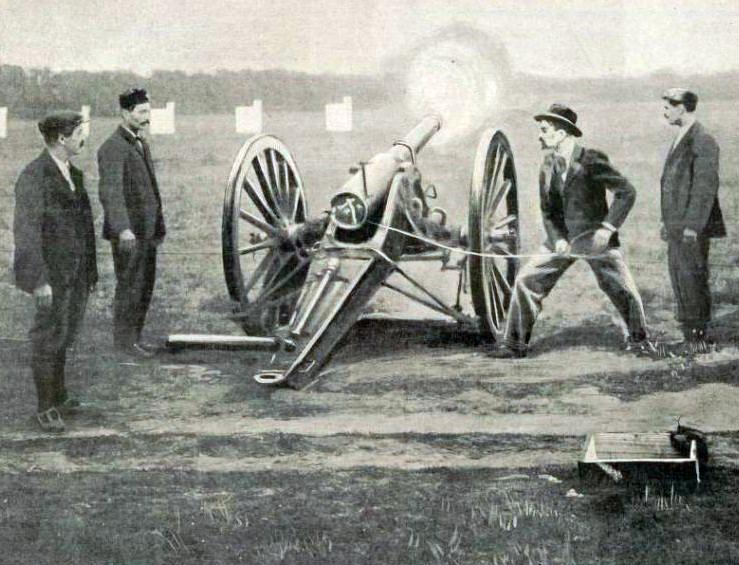
Prueba de tiro con cañón de 90 mm a 60 m de distancia durante la Exposición Universal de 1900.

El programa estaba dividido en tres modalidades: tiro individual, tiro con batería de campaña y tiro con batería de asalto. La prueba individual, de seis días de duración, reunió a 542 participantes que debían manejar un cañón de 90 mm con la ayuda de dos personas y disparar cuatro veces lo más rápido posible a objetivos situados a 60 metros de distancia. Los miembros de la Société de tir au canon de Paris ganaron 16 de los 33 premios otorgados, el resto fue obtenido por miembros de las sociedades de Poitiers y Lyon, entre otros. Para el tiro de las baterías de campaña, 16 oficiales y suboficiales asistidos por 30 personas disparaban con seis cañones. En esta modalidad participaron 46 baterías de campaña. Durante ocho días de julio y agosto solo se pudieron realizar 26 disparos, pues el campo de tiro de artillería estuvo ocupado por los numerosos tiros de las pruebas individuales, el resto se realizó en octubre y noviembre. La Société de tir au canon de Paris fue de nuevo la que obtuvo los mejores resultados, con 56 de los 73 premios otorgados en estas pruebas. Para el tiro con baterías de asalto se requería un comandante, doce apuntadores y ocho ayudantes para operar los cuatro cañones. Se efectuaron veintisiete disparos en julio y agosto y otros once en octubre y noviembre. La Société de tir au canon de Paris ganó 16 de los 25 premios.